# Tartrat de potassi i sodi
El tartrat de potassi i sodi o (2R,3R)-2,3-dihidroxibutandioat de potassi i sodi és una sal de l'àcid tàrtric, la qual fórmula és {\displaystyle {\ce {KNaC4H4O6*4H2O}}}. Antigament se'l anomenava sal de Seignette o sal de la Rochelle perquè fou descobert el 1672 per Pierre Seignette, un farmacèutic de la Rochelle, Nova Aquitània.
S'obté per l'acció de l'hidròxid sòdic sobre el crémor tàrtar brut, que és un subproducte de la indústria vinícola. Les successives etapes de purificació permeten obtenir un producte refinat de gran puresa.

## Sinònims
- Tartrat doble de potassi i sodi
- Sal de la Rochelle
- Sal de Potassi i de sodi de l'Àcid tartàric L (+)
- Tartrat dextrógiro de Sodi i Potassi
- Tartrat potàssic-sòdic tetrahidratado
- Sal de potassi i de sodi de l'Àcid (+) dihidroxi - 2,3 butà-dioic - (2R, 3R)[3]

## Piezoelectricitat
El 1824, Sir David Brewster demostrà efectes piezoelèctrics utilitzant sal de la Rochelle, decidint anomenar l'efecte piroelectricitat. Més tard l'efecte piezoelèctric de la sal de la Rochelle fou estudiat pels germans Curie.

## Usos
Els principals camps d'utilització de la sal de seignette són els següents:
- Galvanoplàstia
- Indústria Alimentària (fabricació de pectines i gelatines)
- Indústria Farmacèutica
- Paper de cigarrets (regulador de la combustió)
- Tractament de metalls
- Purificació del gas
- Tintes per a arts gràfiques
- Platejat de miralls
- Reactiu de laboratori
- Agent quelant per eliminar sals d'alumini, entre altres metalls

## Dipòsit
L'àcid tartàric s'ha de conservar en un embalatge hermètic i emmagatzemar en un local sec, protegit de la humitat i en condicions de temperatura normals. És un compost estable que no s'altera pel pas del temps si es respecten aquestes condicions d'emmagatzematge. No obstant això, d'acord amb la reglamentació, se li assigna una data de caducitat d'un any. El producte té una tendència a aterronar-se, no és aconsellable un emmagatzematge prolongat, sobretot per a les granulometries més fines.